# Bizánci rítus
A bizánci vagy más néven görög vagy konstantinápolyi rítus a kereszténységben a keleti rítusok egyik ága. Egyes esetekben „ortodox rítusnak” hívják, mert főleg az ortodox egyházak használják, de ez a megnevezés nem helyes, mivel számos katolikus egyház rítusa is: tizennégy keleti katolikus egyház, továbbá az ukrán evangélikus egyház liturgikus szertartása is.

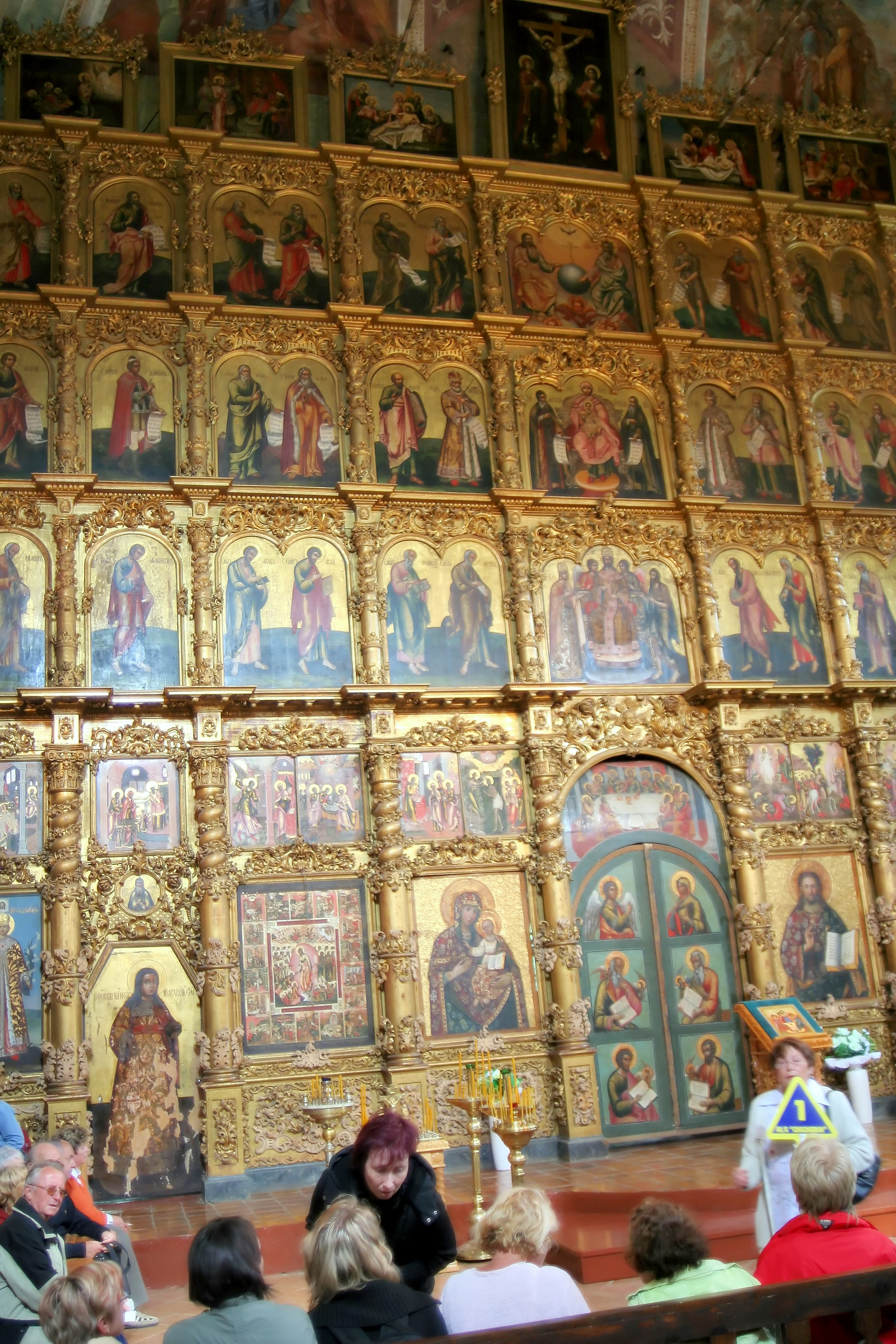
Ikonosztáz egy bizánci rítusú orosz templomban

## Különbségek alatin rítushozképest

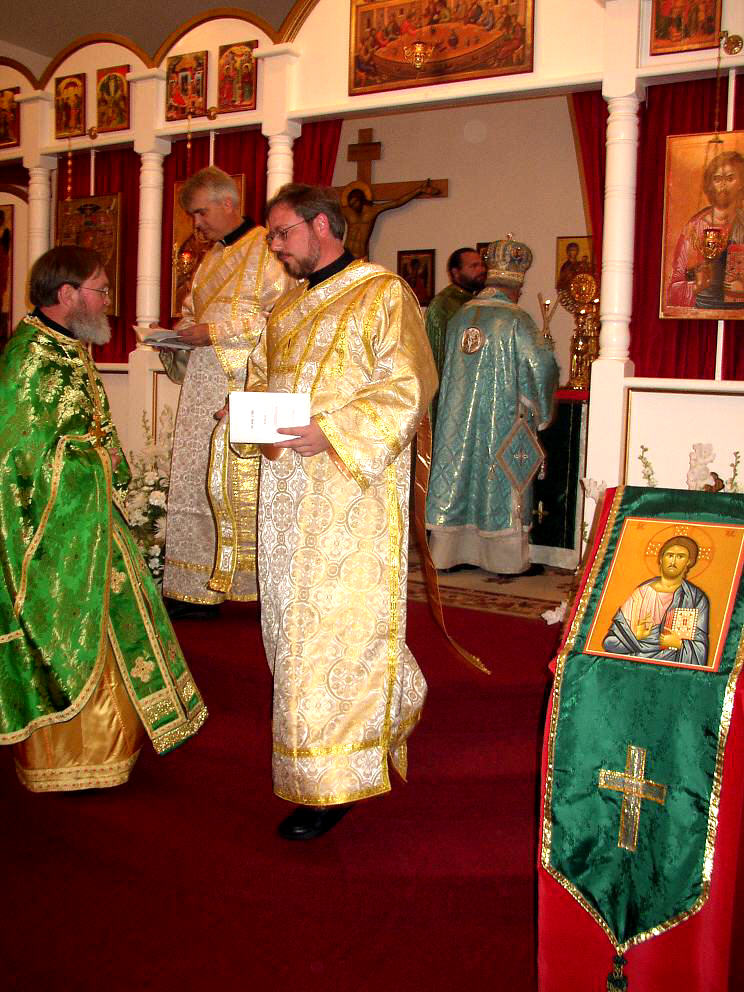
Ortodox klérus: a püspök (az oltár közelében, az ikonosztáz mögött), pap (bal oldalon) és két diakónus (középen, arany ruhában)

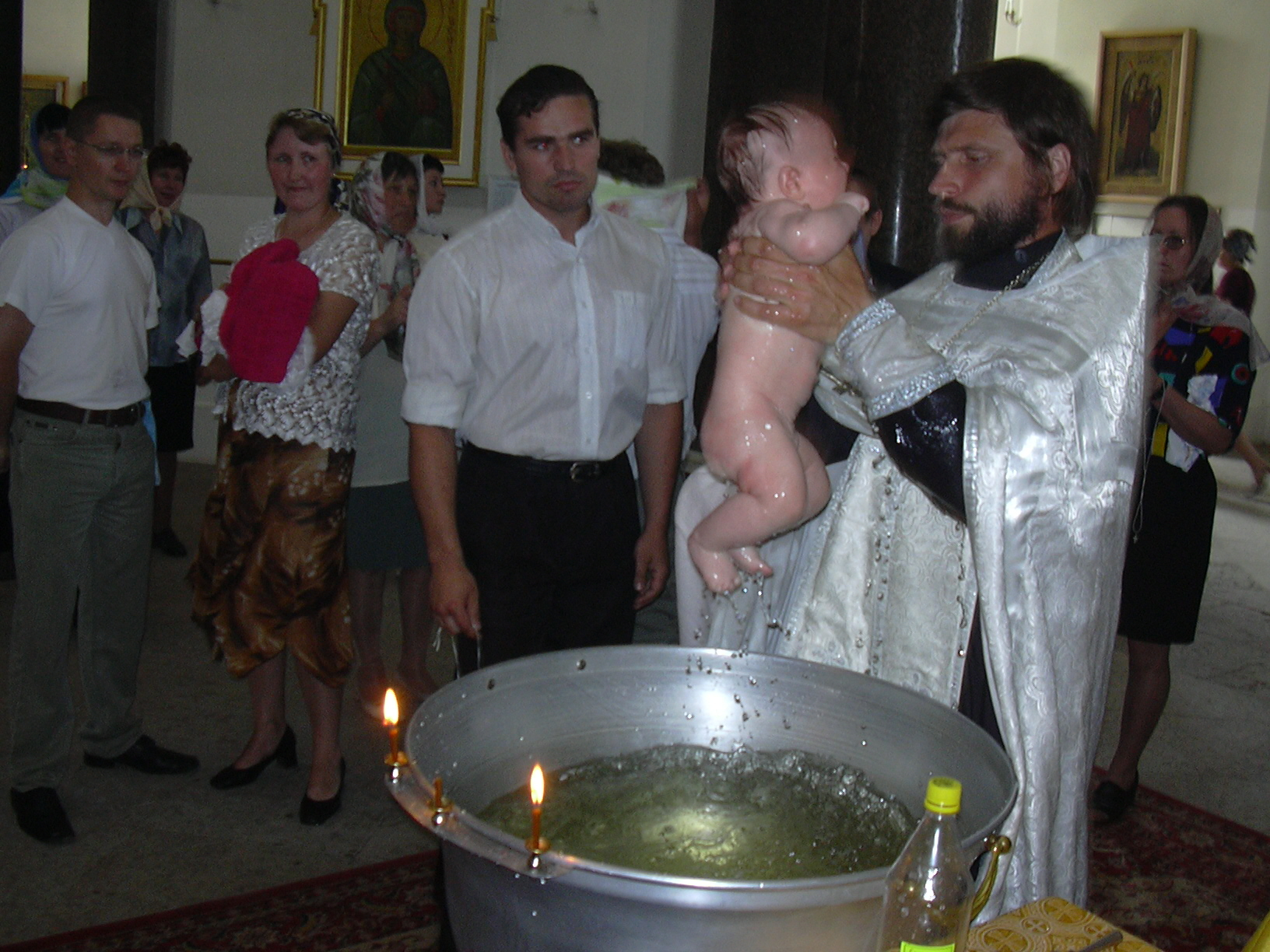
Gyermekkeresztség az orosz ortodox egyházban

### Szentségek
A bizánci rítus egyik jellegzetessége, hogy a keresztény életbe való beavatás fő szentségeit (keresztség, bérmálás) együtt ünnepelik. A keresztelést bemerítéssel vagy leöntéssel végzik. Utóbbi esetben a víznek először a fejen, majd a csecsemő többi testrészén kell lefolynia.
A bizánci esküvő a "házastársak koronázásának" rituáléjára összpontosul. A pár megcsókolja az evangéliumot és a keresztet, majd háromszor megfordul az asztal körül.

### A templom
A latin szertartású modern katolikus egyházaktól eltérően a bizánci rítusú templomokban, (még a modernekben is), freskók vannak a falon, amelyek a szentek életét illusztrálják, vagy Jézus életének jeleneteit.
Az oltár előtt, egy "fal" van, amelyre a szentek ikonjai vannak elhelyezve. Ez az ikonosztáz, amely az összes bizánci templomban megtalálható.

### Liturgia
A liturgikus ünneplés mindig a Szentlélek iránti imával kezdődik.
A vasárnapi misét ünnepélyesen, több részből állva, énekelve ünneplik. A rituálé időtartama körülbelül két óra. Az ünneplés végén a közösség a még a templomban marad, hogy megkapja az áldást.
Mind a keleti katolikus és az ortodox egyházak bizánci hagyománya ismeri az isteni liturgia három formáját (így hívják az eucharisztia liturgiáját). Ezek:
- Aranyszájú Szent János liturgiája (a Vazul-liturgiából) az általánosan használt liturgia; egész évben ünneplik;
- Nagy Szent Vazul liturgiája (a Jakab-liturgiából). Ünneplik karácsonykor, vízkeresztkor, a nagyböjt minden vasárnapján (kivéve virágvasárnap), nagycsütörtökön
- Az előreszentelt adományok vagy másképp előre megszentelt áldozat liturgiája a nagyböjt alatt minden szerdán és pénteken, nagyhéten hétfőn, kedden és szerdán [1]

## Liturgikus nyelv
Számos liturgikus nyelvet használnak:
- ógörög és a görög koiné
- szláv
- román
- grúz
- klasszikus örmény
- szír és arab stb.

Elvben minden nyelv használható.

## A bizánci rítust használó egyházak
| A 23 keleti katolikus egyház közül 14 egyház a bizánci hagyományból származó rítust használ : | Ortodox kereszténység (19 egyház) :           | Protestáns (1 egyház) :                                               |
| --------------------------------------------------------------------------------------------- | --------------------------------------------- | --------------------------------------------------------------------- |
| Melkita bizánci katolikus egyház                                                              | Antiochiai ortodox egyház                     |                                                                       |
| Melkita bizánci katolikus egyház                                                              | Jeruzsálemi ortodox egyház                    |                                                                       |
| Melkita bizánci katolikus egyház                                                              | Alexandriai ortodox egyház                    |                                                                       |
| Ukrán görögkatolikus egyház                                                                   | Ukrán ortodox egyház                          | Az ukrán evangélikus egyház a bizánci rítus egy változatát használja. |
| Ukrán görögkatolikus egyház                                                                   | Ukrán ortodox egyház (moszkvai patriarchátus) | Az ukrán evangélikus egyház a bizánci rítus egy változatát használja. |
| Román görögkatolikus egyház                                                                   | Román ortodox egyház                          |                                                                       |
| Görög bizánci katolikus egyház                                                                | Konstantinápolyi ortodox egyház               |                                                                       |
| Görög bizánci katolikus egyház                                                                | Görögországi ortodox egyház                   |                                                                       |
| Albán görögkatolikus egyház                                                                   | Albán ortodox egyház                          |                                                                       |
| Italo-albán bizánci katolikus egyház                                                          | Albán ortodox egyház                          |                                                                       |
| Bolgár görögkatolikus egyház                                                                  | Bolgár ortodox egyház                         |                                                                       |
| Horvát-szerb görögkatolikus egyház                                                            | Szerb ortodox egyház                          |                                                                       |
| Orosz bizánci katolikus egyház                                                                | Orosz ortodox egyház                          |                                                                       |
| Belarusz görögkatolikus egyház                                                                | Orosz ortodox egyház                          |                                                                       |
| Szlovákiai görögkatolikus egyház                                                              | Cseh–szlovák ortodox egyház                   |                                                                       |
| Grúz bizánci katolikus egyház                                                                 | Grúz ortodox egyház                           |                                                                       |
| Ruszin görögkatolikus egyház                                                                  |                                               |                                                                       |
| Magyar görögkatolikus egyház                                                                  |                                               |                                                                       |
| Macedón bizánci katolikus egyház                                                              |                                               |                                                                       |
|                                                                                               | Ciprusi ortodox egyház                        |                                                                       |
|                                                                                               | Lengyel ortodox egyház                        |                                                                       |
|                                                                                               | Amerikai ortodox egyház                       |                                                                       |

## Fordítás
- Ez a szócikk részben vagy egészben  a   Byzantine Rite című angol Wikipédia-szócikk fordításán alapul.  Az eredeti cikk szerkesztőit annak laptörténete sorolja fel. Ez a jelzés csupán a megfogalmazás eredetét és a szerzői jogokat jelzi, nem szolgál a cikkben szereplő információk forrásmegjelöléseként.
- Ez a szócikk részben vagy egészben  a   Rito bizantino című olasz Wikipédia-szócikk fordításán alapul.  Az eredeti cikk szerkesztőit annak laptörténete sorolja fel. Ez a jelzés csupán a megfogalmazás eredetét és a szerzői jogokat jelzi, nem szolgál a cikkben szereplő információk forrásmegjelöléseként.